# فريزر كير
فريزر كير (بالإنجليزية: Fraser Kerr)‏ (17 يناير 1993 في المملكة المتحدة - ) هو لاعب كرة قدم إسكتلندي في مركز الدفاع. شارك مع منتخب إسكتلندا تحت 16 سنة لكرة القدم ومنتخب إسكتلندا تحت 17 سنة لكرة القدم ومنتخب إسكتلندا تحت 19 سنة لكرة القدم ومنتخب إسكتلندا تحت 21 سنة لكرة القدم. أما مع النوادي، فقد لعب مع برمنغهام سيتي ونادي ماذرويل ونادي كاودينبيث لكرة القدم.

## وصلات خارجية
- فريزر كير على موقع الاتحاد الأوربي (الإنجليزية)
- فريزر كير على موقع قاعدة بيانات كرة القدم.إي يو (الإنجليزية)
- فريزر كير على موقع Soccerbase.com (لاعب) (الإنجليزية)
- فريزر كير على موقع Soccerway.com (الإنجليزية)